# Global Player – Wo wir sind isch vorne
Global Player – Wo wir sind isch vorne ist ein Spielfilm des deutschen Regisseurs Hannes Stöhr, der das tragikomische Porträt einer mittelständischen Unternehmerfamilie in der Globalisierung zeichnet. Die Hauptrollen spielen der Volksschauspieler Walter Schultheiß sowie Christoph Bach, Inka Friedrich und Ulrike Folkerts. Kinostart in Deutschland war am 3. Oktober 2013. Der Film lief als Eröffnungsfilm beim Deutschen Filmfestival 2014 in Ludwigshafen und als Abschlussfilm beim internationalen Filmfestival Cinema Jove in Valencia 2014. Seine USA-Premiere feierte Global Player – Wo wir sind isch vorne 2014 beim Internationalen Filmfestival in Miami, seine Asien-Premiere 2014 beim Singapur Filmfestival. Im Programmkino Kinothek in Stuttgart lief der Film 39 Wochen. Die Geschichte wurde von Hannes Stöhr als Theaterstück bearbeitet und kam am 3. März 2018 im Theater Lindenhof in Melchingen unter seiner Regie zur Uraufführung. Der SWR produzierte 2016 ein Hörspiel nach dem Film.

## Handlung
Die Firma Bogenschütz & Söhne, die seit Generationen Strickmaschinen produziert, steckt in finanziellen Schwierigkeiten. Geschäftsführer Michael Bogenschütz kommt von einer China-Reise zurück, wo er mit chinesischen Investoren gesprochen hat. Seinem Vater, Seniorchef Paul Bogenschütz, erzählt er, er habe Kundengespräche geführt. Der knorrige Patriarch feiert seinen neunzigsten Geburtstag im Kreise seiner Kinder. Am Rande teilt Michaels Frau den beiden ebenfalls an der Firma beteiligten Schwestern mit, dass es der Firma sehr schlecht geht und Michael sein Haus bereits der Bank überschrieben hat. Michael setzt seine ganze Hoffnung auf einen Großauftrag, den das Unternehmen in Aussicht hat. Bei einem Besuch der chinesischen Delegation stellt sich Paul in ruppiger Art gegen ein Engagement der Chinesen, deren Geschäftsgebaren er deutlich kritisiert. Auch Michael erteilt den Gästen, die die Firma übernehmen wollen, eine vorläufige Absage. Er versucht beim örtlichen Bankchef, der auch sein Tennispartner ist, weitere Kredite zu bekommen, die dieser aber nur gegen Sicherheiten geben will. Seine Wut darüber lässt Michael beim gemeinsamen Sport aus, indem er ihn mit Tennisbällen bombardiert. Seine Verzweiflung über die Situation wächst. Er trinkt zu viel und gibt seinen Porsche in Zahlung, als er erfährt, dass der in Aussicht gestellte Auftrag geplatzt ist.
Senior Paul hat derweil beim Banker ebenfalls keinen Erfolg und übereignet sein Haus deshalb der Bank. Mit seiner Betreuerin Agnieschka unternimmt er eine Reise zu seinen Töchtern nach Köln und Berlin, um diese zum gleichen Schritt zu bewegen. Bei Marlies, die mehrere Yoga-Studios betreibt, stößt er dabei auf Ablehnung, worauf es zu einer heftigen verbalen Auseinandersetzung mit ihr kommt. Paul betrinkt sich in einem Bordell und muss von der Polizei zurückgebracht werden. Marianne dagegen ist damit einverstanden, das Haus wieder zurückzugeben, das ihr vom Vater einst geschenkt wurde. Bei dieser Gelegenheit lernt Paul ihren langjährigen Lebensgefährten kennen. Dieser ist amerikanischer Jude, der seine Großeltern in Auschwitz verloren hat, und deshalb mit der älteren Generation der Deutschen nichts zu tun haben wollte. Paul erklärt, dass er damals zwar auch der Propaganda geglaubt habe, aber noch sehr jung war. Seit er einsehen musste, was in den Konzentrationslagern geschehen war, empfindet er tiefe Scham. Gleichzeitig gibt er seiner Verbitterung über die Kriegserlebnisse Ausdruck und erzählt weinend, dass er diese nie vergessen konnte.
Michael kann unterdessen die Gehälter in der Firma nicht mehr bezahlen. Die Belegschaft beschwert sich über die mangelnde Kommunikation. Der Großauftrag wird nicht erteilt, stattdessen verlagert der Kunde seine Produktion nach Bangladesch. Überraschend taucht der in Thailand lebende Bruder Matthias auf, der eine alternative Lebensweise bevorzugt. Dieser plant, eine Thailänderin zu heiraten, und will sich seinen Unternehmensanteil ausbezahlen lassen, um sich an einer Strandbar zu beteiligen. Er akzeptiert aber, dass dies in der jetzigen Situation nicht möglich ist, und hätte gegen einen Verkauf an die Chinesen nichts einzuwenden.
Michael reist schließlich zu erneuten Verhandlungen nach Shanghai, wobei er von seiner Schwester Marlies begleitet wird. Sie hat die Idee, mit ökologisch-nachhaltiger Produktion Textilmaschinen für Yoga-Kleidung zu produzieren. Die Chinesen sind weiterhin nur am Kauf interessiert und stellen noch weitere Bedingungen, wie den Austritt aus Arbeitgeberverband und Gewerkschaft. Die Geschwister erklären sich zum Verkauf bereit, allerdings nur gegen eine Beschäftigungsgarantie für die Mitarbeiter und den Verbleib des Patentes für Gesundheitstextilien bei der Familie. Die Begründung von Marlies, dass aufgrund der in China üblichen Morgengymnastik, die auch in Deutschland eingeführt werden könnte, dieses nicht benötigt werde, sorgt für große Heiterkeit bei der chinesischen Delegation. Der Plan ist, mit diesem Patent weiter Maschinen zu produzieren, bei entsprechendem Erfolg den Chinesen Konkurrenz zu machen und die früheren Mitarbeiter wieder zurückzuholen. Seniorchef Paul, der ein Vetorecht hat, wird über Skype erzählt, die Verhandlungen hätten ergeben, dass die Chinesen zwar investieren werden, die Firma aber in Familienbesitz bleibt. Zufrieden über diesen Ausgang schließt er seine Augen für immer.
In der Schlusssequenz erläutern zwei Arbeiter bei einem Fabrikrundgang dem neuen chinesischen Firmenchef in breitestem Schwäbisch technische Probleme, was die Dolmetscherin aber nicht versteht.

## Hintergrund
Der Film thematisiert den Generationenkonflikt und das Aufeinanderprallen zweier Kulturen in einer sich drastisch verändernden Welt. Bogenschütz & Söhne ist zwar ein fiktives Unternehmen, die Geschichte des Films orientiert sich aber an realen Vorbildern. Regisseur und Drehbuchautor Hannes Stöhr stammt aus Hechingen, wo ein Großteil des Films gedreht wurde. Im Rolleninterview vor den Dreharbeiten berichtete Hauptdarsteller Walter Schultheiß von seinen Erfahrungen im Zweiten Weltkrieg. Die Zeitung Straits Times aus Singapur schreibt, dass Hannes Stöhr zum Dreh in Shanghai schwäbische Maultaschen mitbrachte und die bei der chinesischen Crew gut ankamen. Die Maultasche ist auch in China sehr beliebt und heißt dort Jiaozi. Die Produktion drehte die Szenen im öffentlichen Raum in Shanghai „wild“, d.h ohne offizielle Drehgenehmigung von den chinesischen Behörden. So sparte man eine sechsstellige Summe an Gebühren. Vor den Dreharbeiten hatte der Drehbuchautor und Regisseur Hannes Stöhr China mehrmals besucht. Er sprach mit mittelständischen Unternehmen aus Baden-Württemberg in Vororten von Shanghai.

## Soundtrack
Global Player – Wo wir sind isch vorne ist für Komponist Florian Appl und Drehbuchautor/Regisseur Hannes Stöhr bereits die vierte Zusammenarbeit nach Berlin is in Germany (2001), der Tatort-Folge Odins Rache (2003) und One Day in Europe (2005). Auch Paul Kalkbrenner und Stöhr haben bereits zusammengearbeitet. So spielte Kalkbrenner 2008 die Hauptrolle in Stöhrs Kinofilm Berlin Calling und komponierte den Soundtrack zum Film, welcher 2012 mit Platin ausgezeichnet wurde. Fritz Kalkbrenner singt mit Willing erneut einen Titelsong zum Film (wie auch bei Sky & Sand in Berlin Calling). Auf dem Soundtrack findet man sowohl bereits bekannte Stücke von Fritz und Paul Kalkbrenner, die von Florian Appl mit Unterstützung des Deutschen Filmorchesters Babelsberg neu interpretiert wurden, als auch Teile der Filmmusik mit Remixen der beiden Brüder.

## Kritik
„Unbestreitbar gewinnt der Film aus dieser Materialanhäufung begeisternde Momente, die von überzeugenden Darstellern mal komisch, mal ergreifend ausgespielt werden. Doch bleibt während dieser Kabinettstückchen die eigentliche Geschichte meist stehen. Erzählt wird nämlich nicht, wie die Krise auf die Hauptfigur Michael Bogenschütz wirkt. Zwischen Ausgangs- und Endpunkt der Misere findet keine Entwicklung statt.“

„[Stöhrs] Gespür für Hechingen und die Leute in der Provinz, auch sein Traditionsbewusstsein, was die schwäbische Bruddlerkomödie von Willy Reichert bis zur Erwin-Figur von Schultheiß angeht, ist makellos. Hier liebt einer das Milieu, von dem er erzählt, mit allen Warzen, Schrullen und Nervigkeiten, die es zu bieten hat.“

„Auch Christoph Bach, die gebürtige Freiburgerin Inka Friedrich und Ulrike Folkerts als Bogenschütz’ Kinder überzeugen. Für ihr geniales Pokerface beim Übersetzen und ihr nahezu akzentfreies Deutsch kann man JinJin Harder nur bewundern.“

„…mit einem typisch schwäbischem Dialogwitz, einem wunderbaren Setting zwischen verträumtem Landleben und asiatischer Kühle sowie authentischen Figuren mit Ecken und Kanten wird aus dem Film mit regionalem Touch eine Zustandsbeschreibung der allgemeinen Wirtschaftssituation. Charme und Tiefgang in einem.“

„Gut erzählte, eindrucksvoll fotografierte und überzeugend gespielte Tragikomödie der unterhaltsamen Art.“

„Andere Länder feiern an Nationalfeiertagen militärischen Großtaten, der Gründungsmythos des modernen Deutschland ist dagegen das Wirtschaftswunder. Und das verkörpert Walter Schultheiß als Familienpatriarch Paul Bogenschütz so hinreißend und herzberührend, dass es einem immer wieder Tränen der Rührung in die Augen treibt.“

„Es wird viel geschwäbelt in dem Film, es werden viele Maultaschen gegessen, doch der Film ist keine Heimatschnulze. Es ist kein Film von Schwaben für Schwaben. Die Schwäbische Alb ist überall – in Ostwestfalen und in Mittelhessen, in Oberbayern und Niedersachsen. Überall, wo deutsche Mittelständler dem globalen Wettbewerb ausgesetzt sind, kann und wird sich diese Geschichte so oder so ähnlich wiederholen.
Keine Frage: In den nächsten Jahren werden immer mehr Chinesen deutsche Firmen aufkaufen. Wer wissen will, wie diese Transaktionen morgen ablaufen könnten, sollte sich diesen Film anschauen.“

## Stilmittel
Einige Male wird als Kontrast das Luftbild der Schwäbischen Alb mit der Burg Hohenzollern im Wechsel mit der Skyline von Shanghai gezeigt.
Aus der Vogelperspektive werden mehrmals Straßen gezeigt, auf denen Fahrzeuge per Computeranimation beschleunigt werden. In einer Sequenz fährt der verzweifelte Unternehmer in seinem Porsche bis zum Höchsttempo beschleunigend mehrfach durch einen Kreisverkehr.
Bei der Reise des Seniorchefs verschwimmt sein Ausblick auf Straßen und Landschaften immer wieder mit schwarz-weißen Bildern aus dem Krieg.
Seniorchef Paul und einige Nebenrollen sprechen Schwäbisch. Die Kommunikation mit den Chinesen wird vollständig von der Dolmetscherin übersetzt. Manche Arbeitnehmer der Firma sprechen so sehr Schwäbisch, dass es unmöglich ist, chinesische Übersetzer zu finden. Die schwäbischen Maultaschen kommen bei der chinesischen Geschäftsdelegation gut an. Die geteilte Leidenschaft für die Maultasche von Schwaben und Chinesen wird als kultureller gemeinsamer Nenner erzählt und hat einen komischen Effekt.